# Блантайр (Малаві)
Блантайр — місто в Малаві, економічний і комерційний центр. Столиця Південного регіону країни та однойменної провінції. Станом на 2008 рік населення становить 732 518 осіб.

## Клімат
Місто знаходиться у зоні, котра характеризується кліматом тропічних саван. Найтепліший місяць — жовтень із середньою температурою 25.6 °C (78 °F). Найхолодніший місяць — червень, із середньою температурою 18.3 °С (65 °F).
| Клімат Блантайра        | Клімат Блантайра | Клімат Блантайра | Клімат Блантайра | Клімат Блантайра | Клімат Блантайра | Клімат Блантайра | Клімат Блантайра | Клімат Блантайра | Клімат Блантайра | Клімат Блантайра | Клімат Блантайра | Клімат Блантайра | Клімат Блантайра |
| Показник                | Січ.             | Лют.             | Бер.             | Квіт.            | Трав.            | Черв.            | Лип.             | Серп.            | Вер.             | Жовт.            | Лист.            | Груд.            | Рік              |
| Абсолютний максимум, °C | 36               | 35               | 35               | 32               | 32               | 31               | 29               | 33               | 35               | 37               | 37               | 35               | 37               |
| Середній максимум, °C   | 28               | 27               | 27               | 27               | 25               | 23               | 23               | 26               | 28               | 31               | 31               | 28               | 27               |
| Середня температура, °C | 24               | 23               | 22               | 22               | 20               | 18               | 17               | 19               | 22               | 25               | 25               | 24               | 22               |
| Середній мінімум, °C    | 20               | 19               | 18               | 17               | 15               | 13               | 12               | 13               | 16               | 19               | 20               | 20               | 17               |
| Абсолютний мінімум, °C  | 15               | 13               | 13               | 12               | 10               | 7                | 8                | 8                | 10               | 11               | 15               | 15               | 7                |
| Норма опадів, мм        | 200              | 200              | 160              | 40               | 0                | 0                | 0                | 0                | 0                | 20               | 80               | 130              | 880              |
| Вологість повітря, %    | 80               | 79               | 78               | 75               | 70               | 68               | 61               | 56               | 56               | 48               | 59               | 76               | 67               |
| ----------------------- | ---------------- | ---------------- | ---------------- | ---------------- | ---------------- | ---------------- | ---------------- | ---------------- | ---------------- | ---------------- | ---------------- | ---------------- | ---------------- |
| Джерело: Weatherbase    |                  |                  |                  |                  |                  |                  |                  |                  |                  |                  |                  |                  |                  |

## Демографія
| Рік  | Населення |
| ---- | --------- |
| 1977 | 219 011   |
| 1987 | 333 120   |
| 1998 | 478 155   |
| 2008 | 732 518   |